# 索尔热洛皮塔勒
索尔热洛皮塔勒（法語：Saulgé-l'Hôpital，法語發音：[solʒe lopital] ⓘ）是法国曼恩-卢瓦尔省的一个旧市镇，属于昂热区。2016年12月15日，索尔热洛皮塔勒和相邻的9个市镇合并为新市镇布里萨克-卢瓦尔-欧邦斯。

## 地理
索尔热洛皮塔勒（47°17'45"N, 0°22'57"W）面积6.6 平方千米，位于法国卢瓦尔河地区大区曼恩-卢瓦尔省，该省份为法国西部内陆省份，大致对应安茹地区，北起顺时针与马耶讷省、萨尔特省、安德尔-卢瓦尔省、维埃纳省、德塞夫勒省、旺代省、大西洋卢瓦尔省和伊勒-维莱讷省接壤。
与索尔热洛皮塔勒接壤的市镇（或旧市镇、城区）包括：莱萨勒、欧邦斯河畔沙尔塞圣埃利耶、舍姆利耶、格雷济耶、卢埃尔、吕涅、努瓦扬拉普莱讷。

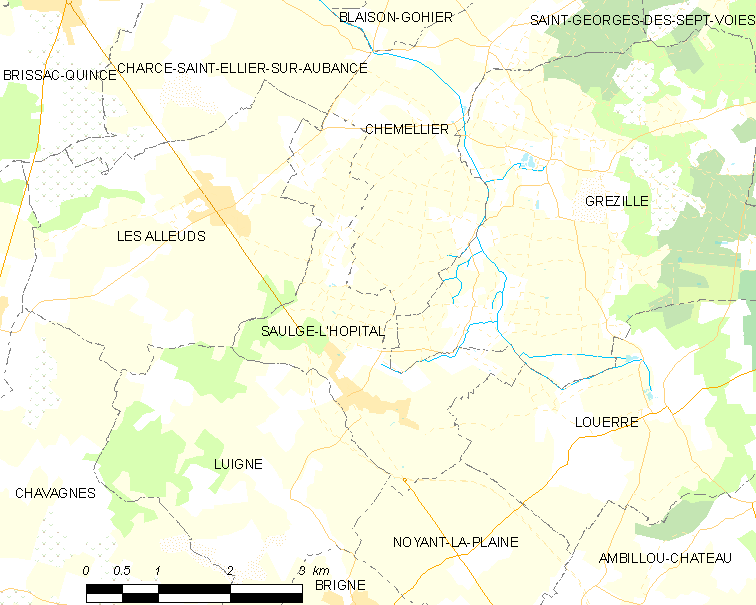
索尔热洛皮塔勒的OSM定位图

索尔热洛皮塔勒的时区为UTC+01:00、UTC+02:00（夏令时）。

## 行政
索尔热洛皮塔勒的邮政编码为49320，INSEE市镇编码为49327。

## 政治
索尔热洛皮塔勒所属的省级选区为莱蓬德塞县。

## 人口

1962-2008年间索尔热洛皮塔勒人口变化图示

索尔热洛皮塔勒于2018年1月1日时的人口数量为622人。